# ジョアンヴィル＝ル＝ポン
ジョアンヴィル＝ル＝ポン （Joinville-le-Pont）は、フランス、イル＝ド＝フランス地域圏、ヴァル＝ド＝マルヌ県のコミューン。

## 地理

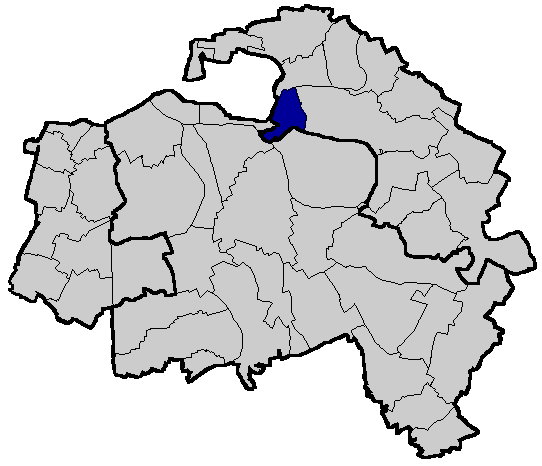
県内のジョアンヴィル＝ル＝ポンの位置

ジョアンヴィル＝ル＝ポンは、マルヌ川の流れによってコミューン域内が東西に分けられている。東がバ・ド・ジョアンヴィル（Bas de Joinville）、西がオー・ド・ジョアンヴィル（Haut de Joinville）と呼ばれている。マルヌ川に浮かぶファナック島、サン・ペール島もジョアンヴィル＝ル＝ポンに属する。
コミューン内を東から西へ向けてA4高速道路がまたがり、マルヌ川とファナック島には有名なジョアンヴィル橋が架かる。それによってRER A線が通じ、ジョアンヴィル＝ル＝ポン駅が置かれている。
コミューンは、ノジャン＝シュル＝マルヌ、シャンピニー＝シュル＝マルヌ、サン＝モール＝デ＝フォッセ、メゾン＝アルフォール、サン＝モーリス、ヴァンセンヌの森を通じパリと接する。

## 歴史

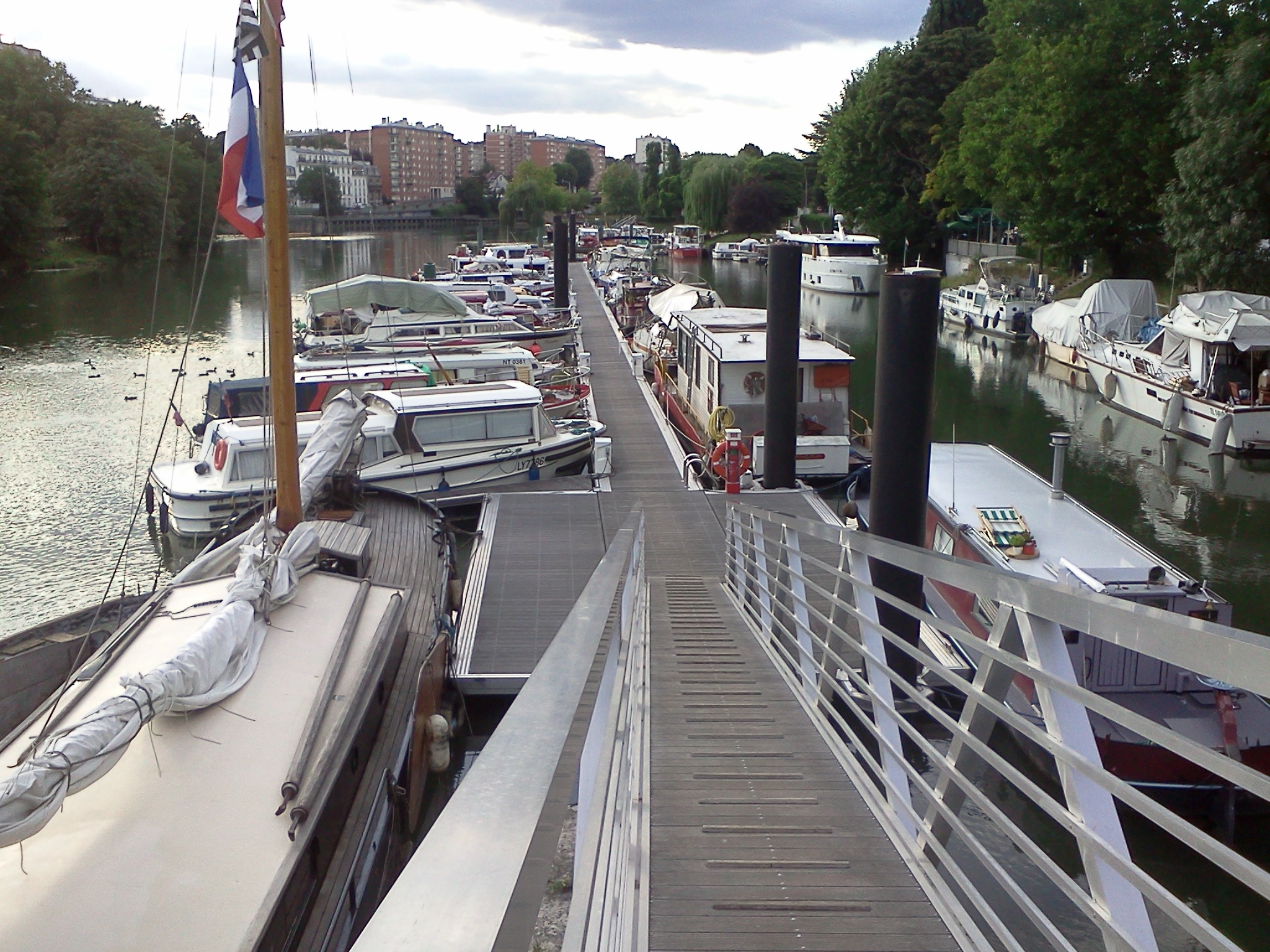
マルヌ河岸のマリーナ

昔、ジョアンヴィル＝ル＝ポンはサン＝モール＝デ＝フォッセの一部であった。フランス革命後、コミューンとして分離し、ラ・ブランシュ＝デュ＝ポン＝サン＝モール（La Branche-du-Pont-de-Saint-Maur）と名づけられた。1831年、ルイ・フィリップ王の王子であるジョアンヴィル公フランソワによって、コミューンにジョアンヴィルの名が与えられ、オート＝マルヌ県にあるジョアンヴィルと区別するために、橋を意味するル＝ポンが付け加えられた。
ジョアンヴィル＝ル＝ポンの地に初めて橋が架けられたのは1205年のオラン橋で、目的は大半が戦争のためだった。1590年4月、アンリ・ド・ナヴァール（アンリ4世）は、橋の2箇所に大砲と15,000人の兵を置いた。1649年にはフロンドの乱の支持者らに橋は破壊され、1652年には大コンデの兵士たちも同じことをした。
1790年、ボニファス・ド・ミラボー子爵の主導により、木材商人エドム・ルルーにまとめられたラ・ブランシュ＝デュ＝ポン＝サン＝モールの住民ら（1793年当時403人）は独立したコミューンをつくった。ルルーは初代市長となった。
1870年、普仏戦争におけるパリ攻城戦当時、ジョアンヴィル＝ル＝ポンには首都機能が移されていた。プーランジュ城は、血なまぐさいシャンピニーの戦いの際には戦略上の要所であった。シャンピニーとジョアンヴィルをフランスとドイツ両軍が争い、フランス軍はジョアンヴィル橋を破壊した。
ジョアンヴィル＝ル＝ポンは、19世紀以降にマルヌ川沿いにできたギャンゲットのため特に知られている。パリ市民は、バスティーユ/ラ・ヴァレンヌからの鉄道路線（現在のRER路線）で土曜日の休暇を過ごしにやってきた。週末を過ごすための別荘が川沿いに建てられた。この時代のジョアンヴィル＝ル＝ポンを、エミール・ゾラ作『ボヌール・デ・ダム百貨店』などの小説作品で知ることができる。現在もシェ・ジェジェーヌなど、数軒のギャンゲットが観光期の週末に営業している。
第一次世界大戦中のジョアンヴィルには、カナダ人病院が置かれた。1921年にはパテが映画撮影所を設置し、様々な困難に見舞われながら1987年まで存続した。1929年、パリ市はヴァンセンヌの森全体を統合したため、ジョアンヴィルはヴァンセンヌ競馬場や国立スポーツ研究所といった一部を失った。
1971年、マルヌ川とポランジ地方にある130軒の住宅を解体したうえでA4道路が建設された。

## 経済
リュグジュリ・アイウェア（カルティエ・グループ傘下）によるサングラスや眼鏡製造、エシロル子会社などがある。

## 姉妹都市
- ベルギッシュ・グラートバッハ、ドイツ
- ラニーミード、イギリス
- バターリャ、ポルトガル